# ماجيل باريت
ماجيل باريت (بالإنجليزية: Majel Barrett)‏ هي منتجة أفلام وممثلة أمريكية، ولدت في 23 فبراير 1932 بكليفلاند في الولايات المتحدة، وتوفيت في 18 ديسمبر 2008 في الولايات المتحدة بسبب ابيضاض الدم.

## أعمال

### أفلام
- (1973) وست وورلد
- (1979)  الفيلم السينمائي[7][8][9]
- (2009) ستار تريك[10][11][12]

### مسلسلات
- الجيل التالي
- ديب سبيس ناين

## وصلات خارجية
- ماجيل باريت على موقع IMDb (الإنجليزية)
- ماجيل باريت على موقع ميتاكريتيك (الإنجليزية)
- ماجيل باريت على موقع ميتاكريتيك (الإنجليزية)
- ماجيل باريت على موقع روتن توميتوز (الإنجليزية)
- ماجيل باريت على موقع قاعدة بيانات الأفلام العربية
- ماجيل باريت على موقع ألو سيني (الفرنسية)
- ماجيل باريت على موقع ألو سيني (الفرنسية)
- ماجيل باريت على موقع ميوزك برينز (الإنجليزية)
- ماجيل باريت على موقع تيرنر كلاسيك موفيز (الإنجليزية)
- ماجيل باريت على موقع أول موفي (الإنجليزية)